# Jan Bakelants
Jan Bakelants, född den 14 februari 1986 i Oudenaarde är en belgisk före detta professionell (2009-2022) landsvägscyklist.

## Meriter
2008
Vinnare totalt av  Tour de l'Avenir
Vinnare av etapp 6
2009
2:a i GP Triberg-Schwarzwald
5:a i De Vlaamse Pijl
7:a i Le Samyn
9:a totalt i Eneco Tour
10:a totalt i Tour of Belgium
10:a totalt i Ster Elektrotoer
2010
6:a totalt i Tour de Wallonie
7:a i Trofeo Inca
10:a i Clásica de Almería
2012
4:a i linjelopp vid Belgiska mästerskapen
5:a i Grand Prix de Wallonie
6:a totalt i Tour Down Under
6:a totalt i Circuit de la Sarthe
10:a totalt i Eneco Tour
2013
Vinnare av Grand Prix de Wallonie
Vinnare av etapp 2 i Tour de France
2:a i Amstel Curaçao Race
Belgiska mästerskapen
3:a i linjelopp
4:a i individuellt tempolopp
3:a totalt i Tour de Luxembourg
4:a totalt i Eneco Tour
4:a i Grosser Preis des Kantons Aargau
7:a totalt i Tour of Beijing
10:a i Grand Prix Cycliste de Montréal
2014
Vinnare av etapp 6 i Critérium du Dauphiné
3:a i Grand Prix de Wallonie
7:a i La Drôme Classic
2015
Vinnare av Giro dell'Emilia
Vinnare av Gran Piemonte
2:a i Grand Prix de Wallonie
4:a i Grand Prix Cycliste de Montréal
6:a totalt i Critérium International
7:a totalt i Circuit de la Sarthe
7:a i Coppa Sabatini
2016
2:a i La Drôme Classic
3:a totalt i La Méditerranéenne
Vinnare av  poängtävlingen
Vinnare av etapp 4
5:a i Giro dell'Emilia
6:a i Coppa Sabatini
8:a totalt i Tour de La Provence
9:a i Classic Sud-Ardèche
2017
3:a i La Drôme Classic
4:a i Grand Prix Cycliste de Montréal
5:a i Grand Prix de Wallonie
2018
6:a i Grand Prix Pino Cerami
2019
5:a totalt i ZLM Tour
2020
4:a i linjelopp vid Belgiska mästerskapen
6:a totalt i Tour de Luxembourg
9:a i Trofeo Matteotti
2022
Vinnare av etapp 5 i Tour de Wallonie